# Maksim Chmerkovskiy
Maksim "Maks" Aleksandrovich Chmerkovskiy, född 17 januari 1980 i Odessa, Ukrainska SSR,  Sovjetunionen är en ukrainsk-amerikansk professionell dansare, koreograf och instruktör. Han är mest känd för ha medverkat i sjutton säsonger av TV-programmet Dancing with the Stars där han totalt har gått vidare till de sista ronderna fem gånger samt fått två andraplatser, två tredjeplatser och en vinst (med konståkerskan Meryl Davis). Han är äldre bror till Valentin Chmerkovskiy, även han en professionell dansare. Bröderna har även medverkat i två avsnitt av Netflixserien Huset fullt – igen (Fuller House).
Chmerkovskiy är från 2017 gift med Peta Murgatroyd, även hon känd från Dancing with the Stars. Tillsammans har de sonen Shai Aleksander, född 4 januari 2017.